# XLI Festival Internacional de Cinema Fantàstic de Catalunya
La XLI edició del Sitges Festival Internacional de Cinema de Catalunya (abans, Festival Internacional de Cinema Fantàstic de Sitges) es va organitzar del 2 al 12 d'octubre de 2008 dirigida per Àngel Sala. Aquesta edició va coincidir amb el 40è aniversari de l'estrena de 2001: una odissea de l'espai i el 75è aniversari de King Kong, que ha esdevingut símbol del festival. Es va atorgar el gran premi honorari a Stanley Kubrick a títol pòstum i el premi Màquina del Temps fou atorgat a Abel Ferrara, John Carpenter i Charlie Kaufman. Fou inaugurada amb Miralls d'Alexandre Aja.

## Pel·lícules projectades

### Oficial Première
- JCVD de Mabrouk El Mechri /
- Synecdoche, New York de Charlie Kaufman
- Repo! The Genetic Opera de Darren Lynn Bousman
- The Informers de Gregor Jordan
- Miralls d'Alexandre Aja
- Transsiberià de Brad Anderson /

### Secció oficial Fantàstic
- Surveillance de Jennifer Lynch
- Absurdistan de Veit Helmer
- A cegues de Fernando Meirelles
- Crows Zero de Takashi Miike
- Joheun nom nabbeun nom isanghan nom de Kim Ji-Woon
- La lluitadora de Natasha Arthy
- Red de Trygve Allister Diesen i Lucky McKee
- Istorià 52 d'Alexis Alexiou
- El llac Eden de James Watkins
- Hansel and Gretel de Yim Pil-sung
- La Possibilité d'une île de Michel Houellebecq
- Deixa'm entrar de Tomas Alfredson
- Prime Time de Luis Calvo Ramos
- The Broken de Sean Ellis
- The Sky Crawlers de Mamoru Oshii
- Martyrs de Pascal Laugier
- Sexykiller de Miguel Martí
- The Burrowers de J. T. Petty
- The Cottage de Paul Andrew Williams
- Tokyo! de Michel Gondry, Leos Carax i Bong Joon-ho //
- Vinyan de Fabrice Du Welz ///
- Your Name Here de Matthew Wilder

### Secció Orient Express
- Monster X Strikes Back: Attack the G8 Summit de Minoru Kawasaki [7]
- Chocolate de Prachya Pinkaew
- 20th Century Boys de Naoki Urasawa
- Ekusute de Sion Sono
- Ghost vs. Alien 03 de Takashi Shimizu
- Hidden Fortress: The Last Princess de Shinji Higuchi
- Ichi de Fumihiko Sori
- King Boxer de Jeong Chang-hwa
- Our Town de Jeong Gil-yeong
- The Moss de Derek Kwok
- Tokyo Gore Police de Yoshihiro Nishimura

## Jurat
El jurat internacional era format per Marina Anna Eich, Àlex Gorina, Umberto Lenzi, David Pirie i Fred Williamson.

## Premis
Els premis d'aquesta edició foren:
| Categoria                                       | Premiat                                                                  | Treball                             |
| ----------------------------------------------- | ------------------------------------------------------------------------ | ----------------------------------- |
| Premi al millor director                        | Kim Ji-Woon                                                              | Joheun nom nabbeun nom isanghan nom |
| Premi a la millor pel·lícula                    | Surveillance                                                             | Jennifer Lynch                      |
| Premi a la millor actriu                        | Semra Turan                                                              | La lluitadora                       |
| Premi al millor actor                           | Brian Cox                                                                | Red                                 |
| Premi al millor guió                            | Alexis Alexiou                                                           | Istorià 52                          |
| Premi a la millor fotografia                    | Angus Hudson                                                             | The Broken                          |
| Premi al millor banda sonora                    | Kenji Kawai                                                              | The Sky Crawlers                    |
| Premi als millors efectes especials             | Do-ahn Jung                                                              | Joheun nom nabbeun nom isanghan nom |
| Premi al millor make-up                         | Benoît Lestang, Adrien Morot                                             | Martyrs                             |
| Premi a la millor direcció artística            | Tulé Peak                                                                | A cegues                            |
| Premi Especial del Jurat                        | El llac Eden                                                             | James Watkins                       |
| Premi al millor Curtmetratge                    | Denis Villeneuve                                                         | Next Floor                          |
| Premi al millor Curtmetratge Menció especial    | Colin Cunningham                                                         | Centigrade                          |
| Premi Gertie al millor llargmetratge d'animació | From Inside                                                              | John Bergin                         |
| Premi Gertie al millor curtmetratge d'animació  | The Facts in the Case of Mister Hollow                                   | Rodrigo Gudiño Vincent Marcone      |
| Premi Orient Express                            | The Chaser                                                               | Hong-jin Na                         |
| Premi Carnet Jove Fantàstic                     | The Sky Crawlers                                                         | Mamoru Oshii                        |
| Premi Carnet Jove Fantàstic                     | Vinyan                                                                   | Fabrice Du Welz                     |
| Premi Carnet Jove Midnight X-Treme              | Encarnação do Demônio                                                    | José Mojica Marins                  |
| Premi Noves Visions                             | Los bastardos                                                            | Amat Escalante                      |
| Premi Noves Visions. Diploma Discovery          | Ramírez                                                                  | Albert Arizza                       |
| Premi Noves Visions Diploma no ficció           | Religulous                                                               | Larry Charles                       |
| Premi Noves Visions. Menció Especial            | Kamisama no pazuru                                                       | Takashi Miike                       |
| Premi Nova Autoria Millor direcció              | Dögg Mósesdóttir                                                         | Eyja                                |
| Premi Nova Autoria Millor guió                  | Dea Pompa                                                                | Restaurando a Héctor                |
| Premi Nova Autoria Millor música original       | Hilmar Örn Hilmarsson, Örn Eldjàrn                                       | Eyja                                |
| Premi de la Crítica José Luis Guarner           | The Sky Crawlers                                                         | Mamoru Oshii                        |
| Premi Ciutadà Kane a la direcció revelació      | Home Movie                                                               | Christopher Denham                  |
| Premi Méliès d'argent al millor llargmetratge   | Martyrs                                                                  | Pascal Laugier                      |
| Premi Méliès d'argent al millor curtmetratge    | Afterville                                                               | Fabio Guaglione Fabio Resinaro      |
| Premi Méliès d'Or al millor llargmetratge       | Deixa'm entrar                                                           | Tomas Alfredson                     |
| Premi Méliès d'Or al millor curtmetratge        | Of Cats & Women                                                          | Jonas Govaerts                      |
| Premi Brigadoon a curtmetratge                  | La victoria de Félix                                                     | Jordi Pastor, Albert Miró           |
| Premi Honorífic Màquina del Temps               | Abel Ferrara John Carpenter Charlie Kaufman Lloyd Kaufman Nicholas Meyer |                                     |
| Premi Honorari "María"                          | Linda Harrison Lluís Miñarro i Albero Josep Anton Pérez Giner            |                                     |
| Gran Premi Honorari                             | Stanley Kubrick                                                          |                                     |